# 15 Minutes
15 Minutes är en amerikansk thrillerfilm från 2001 i regi av John Herzfeld. Huvudrollerna spelas av Robert De Niro och Edward Burns.

## Handling
Jordan är en mordbrandsutredare i New York som får ett larm om en mordbrand. Eddie Flemming är stadens bästa och en mycket känd polis och Eddie och Jordan tvingas samarbeta när Eddie får ett mord på ett hotell på en prostituerad som visar sig ha kopplingar till branden. Mördarna är två sinnessjuka östeuropéer som ska filma när de ska döda en kändis och sedan påstå att de är galna och sen efter åtalet mot dem påstå att de ljög, för enligt amerikansk lag kan man inte dömas två gånger för samma brott...

## Rollista
- Robert De Niro som Eddie Flemming
- Edward Burns som Jordan Warsaw
- Kelsey Grammer som Robert Hawkins
- Avery Brooks som Leon Jackson
- Melina Kanakaredes som Nicolette Karas
- Karel Roden som Emil Slovák
- Oleg Taktarov som Oleg Razgul
- Vera Farmiga som Daphne Handlová
- John DiResta som Bobby Korfin
- James Handy som Captain Duffy
- Darius McCrary som Tommy Cullen
- Bruce Cutler som sig själv
- Charlize Theron som Rose Hearn
- Kim Cattrall som Cassandra
- David Alan Grier som Mugger
- Vladimir Mashkov som Milos Karlov
- Irina Gasanova som Tamina Karlova
- Anton Yelchin som pojke i brinnande byggnad
- Gabriel Casseus som Unique